# Gymnocladus assamicus
Gymnocladus assamicus är en ärtväxtart som beskrevs av P.C.Kanjilal. Gymnocladus assamicus ingår i släktet Gymnocladus och familjen ärtväxter. Inga underarter finns listade i Catalogue of Life.